# Jacques Rivière
Jacques Rivière (Bordeaux, 15 luglio 1886 – Parigi, 14 febbraio 1925) è stato un critico letterario, pubblicista e romanziere francese.
(J. Rivière)

## Biografia
Figlio di un medico di Bordeaux, in gioventù divenne amico di Alain-Fournier; i due giovani frequentarono il Liceo Lakanal a Sceaux (Hauts-de-Seine) e studiarono insieme per il concorso di ammissione all'École Normale Supérieure, che tuttavia non riuscirono a superare. Il 24 agosto 1908 Jacques Rivière sposò Isabelle Fournier, sorella minore dell'amico. Nel 1913 si avvicinò al Cattolicesimo. Nel saggio Le Roman d'aventure contesta il romanzo tradizionale, auspicando una rottura della linearità cronologica per una dimensione "dell'avventura". Le sue idee vengono recepite dagli autori del genere del "récit poétique", cui romanzo inaugurale è Il grande Meaulnes del cognato Alain-Fournier. La vita di Rivière fu priva di eventi drammatici se si esclude la prigionia in Germania durante la prima guerra mondiale: catturato il 24 agosto 1914 fu trasferito in un campo nei pressi di Königsbrück (Sassonia) e venne liberato solo nel 1918.
Redattore prima e poi direttore della Nouvelle Revue Française dal 1º giugno 1919 fino alla sua morte, ebbe un ruolo centrale nella critica letteraria francese del primo Novecento. Fu chiamato "le timonier", il timoniere, in quanto svolse la funzione di guida escludendo l'avanguardia più radicale in favore di un classicismo arricchito da tutte le scoperte contemporanee. Rivière fu uno dei primi a riconoscere il valore di Charles Baudelaire e di Marcel Proust. Si deve a lui l'affermazione in Francia di autori come François Mauriac, Louis Aragon, Jean Giraudoux, Paul Valéry, Antonin Artaud e Saint-John Perse.
È rimasto famoso per il suo libro Etudes, miscellanea di scritti, fra cui notevole quello su Baudelaire, in cui offre, con affabile intrattenimento, una lettura impressionistica degli autori analizzati. 
«Quando apparvero, questi saggi destarono in Italia vivo interesse perché - come notò Emilio Cecchi (...) costituivano sotto certi aspetti esperienze non dissimili da quelle di alcuni nostri giovani critici, come Serra e Gargiulo, che schivavano con finezza d'indagine e di eloquio l'irrigidimento infecondo cui sembravano condannate le formule dell'estetica negli epigoni di Croce».
Dopo la morte di Proust, Rivière curò (assieme al fratello di Marcel, Robert Proust) la pubblicazione delle parti incompiute della Ricerca del tempo perduto. Rivière scrisse su Marcel Proust un saggio dal titolo "Quelques progrès dans l'étude d'un coeur humain", nel quale stabilisce un parallelo con Sigmund Freud, saggio che venne pubblicato postumo nel 1927.
Morì di febbre tifoidea il 14 febbraio 1925. Dopo la sua morte la moglie si dedicò alla classificazione e pubblicazione postuma di molte delle sue opere.

## Opere
- Études (1912)
- L'Allemand: souvenirs et réflexions d'un prisonnier de guerre (1918, 1924)
- Aimée (1922; romanzo); trad. Niccolò Gallo, Aimée, Milano: ES, 2007; con postfazione di Massimo Raffaeli, Ripatransone: Sestante, 1995
- À la trace de Dieu (1925, préface de Paul Claudel); trad. Roberto Antonetto e Bianca Maria Massara, Sulle tracce di Dio, Torino: Borla, 1965
- De la sincérité avec soi-même (1925)
- Correspondance de Jacques Rivière et Alain-Fournier (1926-28)
- Correspondance avec Paul Claudel (1926)
- De la Foi précédé de De la sincérité avec soi-même (1927)
- Carnet de guerre: août-septembre 1914 (1929)
- Pour et contre une Société des Nations (1930)
- Rimbaud (1931)
- Moralisme et Littérature, dialogue avec Ramon Fernández (1932)
- Florence (1935; romanzo incompiuto)
- Deux prophéties (1945)
- Nouvelles Études (1947)
- Correspondance 1914-1922, con Marcel Proust (1956)
- Carnets 1914-1917 (1977)
- La peinture, le cœur et l'esprit. Correspondance inédite 1907-1924, con André Lhote e Alain-Fournier (1986)
- Quelques progres dans l'etude du coeur humain (1985); trad. Antonio Martinelli, Proust e Freud. Alcuni progressi nello studio del cuore umano, introduzione di Mario Lavagetto, Parma: Pratiche, 1985; Milano: Medusa, 2017
- Correspondance, 1911-1925, con François Mauriac (1988)
- Correspondence, 1912-1924, con Jean-Richard Bloch (1994)
- Correspondance, 1911-1924, con Gaston Gallimard (1994)
- Russie (1995)
- Études 1909-1924 (1999)
- Correspondance, 1909-1925, con André Gide (1998)
- Le Roman d'aventure (1913); a cura di Flavia Mariotti, Il romanzo d'avventura, Pisa: Pacini, 2013
- Correspondance 1912-1925, con Aline Mayrisch (2007)

## Influenza artistica

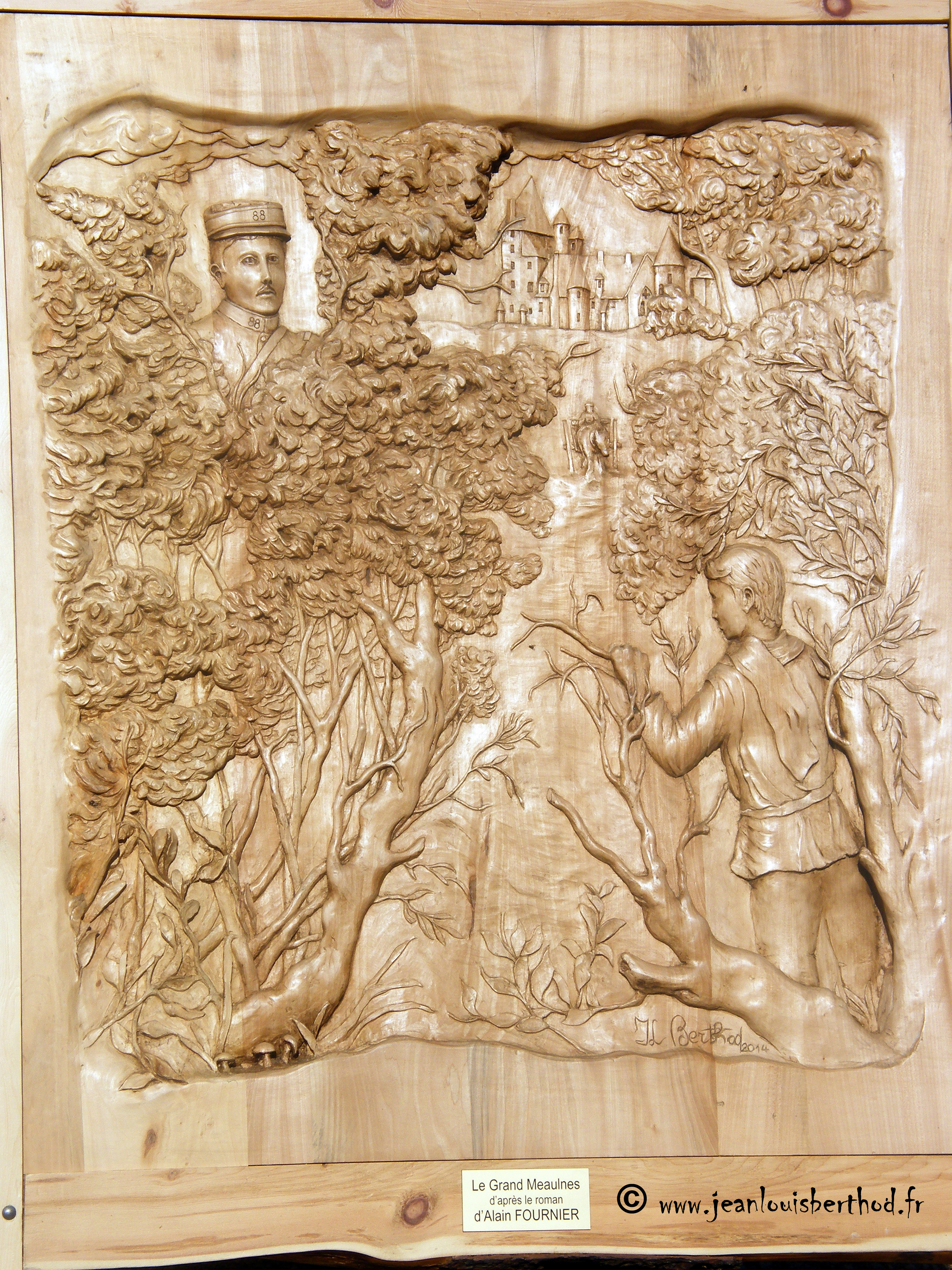
Bassorilievo "Il grande Meaulnes" di Jean-Louis Berthod, di Albens, realizzato nel 2014. Ispirato in parte dallo scambio di lettere tra Jacques Rivière & Alain-Fournier.

Jacques Rivière, con il suo scambio di lettere con Alain-Fournier, ha ispirato lo scultore francese di Albens, Jean-Louis Berthod, il quale ha realizzato nel 2014 un bassorilievo in tiglio (130 cm x 140 cm), "Il grande Meaulnes". Il personaggio principale della scultura nasce in una lettera di Alain-Fournier al suo amico Jacques Rivière: "Sono tornato nel mio paese, quello che si vede solamente scostando i rami....".